# Équipe de Corée du Sud de football à la Coupe du monde 1998
Cet article relate le parcours de l’équipe de Corée du Sud de football lors de la Coupe du monde de football de 1998 organisée en France du 10 juin au 12 juillet 1998. C'est la cinquième participation du pays dans la compétition.

## Compétition

### Premier tour
|   | Équipe       | Pts | J | G | N | P | Bp | Bc | Diff |
| 1 | Pays-Bas     | 5   | 3 | 1 | 2 | 0 | 7  | 2  | +5   |
| 2 | Mexique      | 5   | 3 | 1 | 2 | 0 | 7  | 5  | +2   |
| 3 | Belgique     | 3   | 3 | 0 | 3 | 0 | 3  | 3  | 0    |
| 4 | Corée du Sud | 1   | 3 | 0 | 1 | 2 | 2  | 9  | -7   |

| 9  | 13 juin 1998 | Corée du Sud | 1 - 3 | Mexique      |
| 10 | 13 juin 1998 | Pays-Bas     | 0 - 0 | Belgique     |
| 26 | 20 juin 1998 | Belgique     | 2 - 2 | Mexique      |
| 27 | 20 juin 1998 | Pays-Bas     | 5 - 0 | Corée du Sud |
| 41 | 25 juin 1998 | Belgique     | 1 - 1 | Corée du Sud |
| 42 | 25 juin 1998 | Pays-Bas     | 2 - 2 | Mexique      |

#### Corée du Sud - Mexique
| 13 juin 1998                        | Corée du Sud   | 1 - 3   | Mexique                        | Stade de Gerland, Lyon                        |                                               |
| 17 h 30 · Historique des rencontres | Ha Seok-ju 27e | (1 - 0) | 50e Peláez · 75e 84e Hernández | Spectateurs : 39 100 Arbitrage : Günter Benkö | Spectateurs : 39 100 Arbitrage : Günter Benkö |
| 17 h 30 · Historique des rencontres | Rapport        |         |                                | Spectateurs : 39 100 Arbitrage : Günter Benkö | Spectateurs : 39 100 Arbitrage : Günter Benkö |

#### Pays-Bas - Corée du Sud
| 20 juin 1998                       | Pays-Bas                                                                    | 5 - 0   | Corée du Sud | Stade Vélodrome, Marseille                      |                                                 |
| 21 h 0 · Historique des rencontres | Cocu 37e · Overmars 41e · Bergkamp 71e · Van Hooijdonk 80e · R. de Boer 83e | (2 - 0) |              | Spectateurs : 55 000 Arbitrage : Ryszard Wójcik | Spectateurs : 55 000 Arbitrage : Ryszard Wójcik |
| 21 h 0 · Historique des rencontres | Rapport                                                                     |         |              | Spectateurs : 55 000 Arbitrage : Ryszard Wójcik | Spectateurs : 55 000 Arbitrage : Ryszard Wójcik |

#### Belgique - Corée du Sud
| 25 juin 1998                       | Belgique | 1 - 1   | Corée du Sud      | Parc des Princes, Paris                                    |                                                            |
| 16 h 0 · Historique des rencontres | Nilis 7e | (1 - 0) | 72e Yoo Sang-chul | Spectateurs : 45 500 Arbitrage : Márcio Rezende de Freitas | Spectateurs : 45 500 Arbitrage : Márcio Rezende de Freitas |
| 16 h 0 · Historique des rencontres | Rapport  |         |                   | Spectateurs : 45 500 Arbitrage : Márcio Rezende de Freitas | Spectateurs : 45 500 Arbitrage : Márcio Rezende de Freitas |